# NGC 140
NGC 140 също PGC 1916, MCG 5-2-21, ZWG 500.38, IRAS00287+3031 е спирална галактика, който се намира в съзвездието Андромеда, открита от Едуард Жан-Мари Стефан, на 5 ноември 1882 година.